# NGC 1220
NGC 1220 is een open sterrenhoop in het sterrenbeeld Perseus. Het hemelobject werd op 28 november 1831 ontdekt door de Britse astronoom John Herschel.

## Synoniemen
- OCL 380